# Chi Ta-wei
Chi Ta-wei (chiń. 紀大偉; pinyin Jì Dàwěi; ur. 3 lutego 1972 na Tajwanie) – tajwański pisarz i naukowiec.
Ukończył studia na Wydziale Języków Obcych i Literatury na Tajwańskim Uniwersytecie Narodowym, a następnie wyjechał do Stanów Zjednoczonych i kontynuował naukę na studiach doktoranckich w University of California, Los Angeles. Pracował naukowo na Wesleyan University i University of Connecticut, a obecnie jest asystentem profesora literatury w Uniwersytecie Narodowym Chengchi w Tajpej. Jest literaturoznawcą, jego badania obejmują literaturę feministyczną, queer, a także postmodernizm, literaturę w Internecie oraz science fiction. Podejmuje tę tematykę w licznych felietonach publikowanych w lokalnej prasie, opublikował trzy zbiory esejów i opowiadań. Prowadzi badania nad historią literatury o gejach i lesbijkach na Tajwanie.